# 가베선
가베선(可部線)은 히로시마현 히로시마시 니시 구의 요코가와역부터 동시 아사기타 구의 가베역까지 운행하는 JR서일본의 철도 노선(지방 교통선)이다. 요코가와역 - 아키카메야마역 간은 전철화되어 있어 히로시마시의 도시 근교 노선이 되고 있다. 이전에는 가베 역에서 산단쿄 역까지 비전철화 구간도 있었지만, 2003년에 비전철화 구간이 폐지되어 전철화 구간만이 남겨지는 형태가 되었다. 전역에서 ICOCA 및 이것과 상호 이용 가능한 IC교통 카드가 이용 가능하다. 또, 모든역이 JR의 여객 영업 규칙에 있어서의 히로시마 시내의 역이다. 흔이는 카베선 이라고 명칭을 부르고 있다.

## 노선 정보
- 관할（사업 종별)：서일본 여객철도（제 1종 철도 사업자)
- 노선 거리（영업 거리)：14.0 km
- 궤간：1067mm
- 역 수：12역（종점역 포함)
- 복선 구간：없음（전선 단선）
- 전철화 구간：요코가와~가베（직류 1500V）
- 폐색 방식：특수 자동 폐색식（궤도 회로 검지식）
- 최고 속도：65 km/h
- 운전 지령소：히로시마 종합 지령소

전구간이 JR서일본 히로시마 지사의 직할이다(다만, 2006년 6월까지는 요코가와 역을 제외한 모든역을 가베 철도부가 관할하고 있었다). 덧붙여 히로시마 지사 독자로 주어지고 있는 라인 칼라는 보라색. 오카야마 지사 관내 각 역의 운임표에서는 당초 진한 보라색(기신 선·구레선과 색조가 다르다)이 사용되고 있었지만, 니시가와하라 역 개업에 수반해 회색으로 변경했다.

## 운행 형태
쾌속 열차
쾌속 「통근 라이너」가 저녁 퇴근 시간대에 히로시마→가베간에 운행하고 있다. 정차역은 요코가와·아키나가쓰카·시모기온·오마치·미도리이·가베이다.
각 역 정차
히로시마역을 기점으로 운행되고 있어 일부의 열차는 히로시마 역을 넘어 산요 본선·구레선 방면에 노선 연장하고 있다. 전 구간을 안내로 운전하는 열차 외 평일 아침 시간에는 미도리이, 우메바야시, 저녁부터 야간에 있어서는 미도리이 즉시의 구간 열차가 설정되어 있다. 낮은 20분간격으로 운행되고 있다.

## 차량
기본적으로는 모든 열차가 히로시마 운전소와 시모노세키 종합 차량소 운용검수센터에 소속하는 전철로 운행되고 있다. 2003년에 폐지된 가베 이북의 구간에 대해서는 전선 비전철화이었기 때문에 모든 열차가 기동차로 운행되고 있었다. 이전에는 전철화 구간내도 기동차에 의한 운용이 있었지만 2003년에 중지했다. 또, 모든 차량이 국철 시대에 제조된 차량으로 운행되고 있어 국철 분할 민영화 후(1987년 이후)에 제조된 차량의 운용은 아직 없다.
- 105계 전철(1984년~) - 가베 선에서의 최주력 차량. 가베 선내의 쾌속 열차는 105계 전철로 운행되고 있다. 비원맨 편성이 주체이지만 구레선용으로 원맨 개조된 편성의 운용도 조금이지만 존재한다. 12월 10일부터 3월 10일까지는 도어가 반자동 취급이 되는 일이 있어, 그 경우 개조 차량은 도어 버튼 조작, 그 외의 차량은 수동으로 도어를 개폐할 수 있다.
- 103계 전철(1992년~) - 출퇴근 시간대에 많이 노선 연장해 온다. 히로시마로부터 구레선이나 산요 본선에 노선 연장하는 열차로 많이 운용된다. 이전에는 오카야마에 소속해 있는 103계 전철도 노선 연장하고 있었지만 현재는 중지되었다. 가베 선으로 운용되는 차량 속에는 1964년에 제조된 차량도 있다(쿠하104-601등).
- 115계 전철 - 히로시마 운전소·시모노세키 종합 차량소의 115계 전철도 노선 연장하고 있다. 아침의 출근 시간대에는 쾌속 시티 라이너도 1편성 존재한다. 겨울철에도 기본적으로 도어는 반자동이 되지 않지만, 히로시마나 미도리이 등 장시간 정차의 경우만 반자동 취급이 되기도 한다.
- 113계 전철 - 2008년 8월 이후에 칸사이 지구에서 히로시마 운전소에 전속 한 4량 편성이 드물게 103계 전철의 운용에 들어가 있다. 원래는 고사이 선용의 차량이기 때문에 문은 반자동화되어 있다.

### 과거의 사용 차량
- 123계 전철(1987년 - 1993년)
- 72계 전철( - 1984년)
- 30계 전철( - 1976년)
- 모하 90형 전철( - 1953년):구 히로하마 철도의 전철이며, 후의 101계 전철과는 무관계.
- 모하 91형 전철( - 1946년):구 히로하마 철도의 전철이며, 후의 153계 전철과는 무관계.
- 키하 40형·키하 47형 기동차( - 2003년)
- 키하 58계 기동차( - 2003년) - 가을의 산단쿄 관광 시즌시의 임시 쾌속으로서만 운행.

## 도어 컷
시치켄쟈야 역 - 가베역에 대해서는 시치켄쟈야와 우바야기의 양역 승강장이 3량 편성까지 밖에 대응하고 있지 않기 때문에, 4량 편성의 경우는 이 구간의 모든 역에서 히로시마측의 1량의 도어 컷을 하고 있었다. 이 취급은 2005년 10월 1일의 다이어 개정으로부터 행해져 그것까지는 승강장이 3량분인 전술의 2역만으로 마감으로 해, 나머지의 역에서는 4량 모두 도어를 개폐하고 있었지만, 차장의 취급 부주의에 의한 사고(잘못해 시치켄쟈야·우바야기에서 모든 도어를 열어 버리는 사고)를 방지하기 위해서 이러한 취급이 되었다. 그렇지만 2007년 10월 5일의 NHK 히로시마 방송국의 히로시마 지방뉴스에 의하면 JR서일본은 동년 9월 7일에 시치켄쟈야 역에서 4량 편성의 전차량의 도어를 개방하는 실수를 일으켰다. 이 때문에 안전 대책으로서 양역 모두 4량 편성 대응 공사를 하는 것을 발표해, 2008년 3월 15일의 다이어 개정으로부터 시치켄쟈야 역은 승강장을 남쪽으로 이전하고, 또 우바야기 역도 승강장이 연장되어 모든역에서 4량 편성에 대응했다.

## 역사
가베 선의 현존 구간은 사철이 개업한 구간을 1936년에 국유화 한 것이다. 동구간은 1909년 대일본 궤도 히로시마 지사가 경편 철도 규격으로 개업한 것이지만, 몇차례 소유자가 바뀌어 매수시의 소유자는 히로하마 철도였다. 가베~산단쿄 구간은 나라에 의해 건설되었다. 1968년에 국철 자문위원회가 제출한 의견서로 가베 - 가케간이 철도로서의 「사명을 끝냈다」고 거론되는 노선, 이른바 적자 83선으로 거론되어 폐지 권고를 받은 한편, 건설은 계속되어 1969년에 산단쿄까지가 개통했다(신규 개업 구간은 비전철화). 그 후에도 일본 철도 건설 공단의 건설선(이마후쿠 선)으로서 산인 본선의 하마다역을 목표로 하고 건설이 진행되었지만, 1980년의 국철재건법의 시행에 의해 공사는 중단되어 현재도 옛날 건축의 잔존물이 남는다. 2003년에는 비전철화 구간인 가베 - 산단쿄간이 폐지되었다(자세한 것은 후술). 또한 동구간 내에는 1954년의 누노 - 가케간 개통에 의해 국철 노선 연장이 2만km에 이른 지점(쓰보노 - 다노시리간. 쓰보노 가까이 500m)이 포함되어 있어 위치를 나타내는 기념비만이 남겨지게 되었다.

### 연표
- 1909년 12월 19일 - 대일본 궤도 히로시마 지사선 요코가와 - 기온간이 개통. 궤간 762mm,비전철화. 궤도법에 근거하는 궤도선. 요코가와 정류장, 마쓰바라 정류장, 신조바시 정류장, 나가쓰카 정류장(초대· 후의 아키야마혼 역), 기온 정류장 개업.
- 1910년 11월 19일 - 기온~후루이치 교간 연장 개통. 후루이치바시 역 개업.
  - 12월 25일 - 후루이치 교~오타가와 교간 연장 개통. 후루이치 정류장, 미도리이역, 시치켄쟈야 역, 우메바야시 역, 오타가와바시 정류장(현재의 우바야기 역) 개업.
- 1911년 6월 12일 - 오타가와 교~가베간 연장 개통. 나카지마 정류장(현재의 나카지마 역), 가베 역(후에 가베초 역으로 개칭) 개업
- 1913년 5월경 - 시모기온 역 개업.
  - 6월경 - 야기 정류장(후의 주야기 역)개업.
- 1919년 3월 11일 - 가베 궤도에 양도.
- 1926년 5월 1일 - 히로시마 전기에 합병.
- 1928년 11월 9일 - 요코가와~후루이치 교간 개궤(→1067mm)·전철화(직류 600V), 요코가와 - 나가쓰카간 구간 변경. 후루이치 교 - 가배간을 운휴해 버스 대행 수송. 마쓰바라 정류장 폐지. 대사 정류장(현재의 아키나가쓰카 역) 개업.
- 1929년 8월 10일 - 후루이치 교~미도리이 간을 개궤·전철화. 미도리이 - 시치켄쟈야 간 개궤·전철화. 구선상의 후루이치 정류장 폐지. 철도의 새 선로상에 야스 정류장 개업.
  - 11월 25일 - 시치켄쟈야~오타가와 교간 개궤·전철화.
  - 12월 2일 - 오타가와 교 히가시쓰메 정류장 개업. 오타가와 교 히가시쓰메 - 가베간 개궤·전철화.
- 1930년 1월 1일 - 오타가와 교 완성에 의해 오타가와 교 - 오타가와 교 히가시쓰메간 개궤·전철화. 전선 개궤·전철화 완성.
  - 10월경 - 오시바 공원 입구 정류장(현재의 미타키 역·마쓰바라 정류장의 대체)개업.
- 1931년 7월 1일 - 히로하마 철도에 양도.
- 1933년 4월 20일 - 요코가와 정류장을 역으로 격상, 요코가와마치 역으로 개칭.
  - 4월 21일 - 대사 정류장을 나가쓰카 정류장(2대)에, 나가쓰카 정류장을 야마모토 정류장으로 개칭 승인.
  - 7월 20일 - 오타가와 교 히가시쓰메 정류장 폐지 승인.
- 1935년 4월 30일 - 시치켄야 정류장 개업.
  - 12월 1일 - 지방철도법에 근거하는 철도로 변경(13.8 km). 오시바 공원 입구 정류장을 역으로 격상. 미도리이역을 정류장으로 격하. 카베초 역을 히로하마 가베 역으로 개칭.
- 1936년 9월 1일 - 요코가와 - 가베간 매수·국유화, 가베 선이 된다. 동시에 거리 축소(-0.1 km).
  - 정류장을 역으로 격상. 요코가와마치 역을 산요 본선 요코가와역에 통합해 폐지. 오시바 공원 입구 역을 미타키 역으로, 나가쓰카 정류장을 아키나가쓰카 역으로, 야마모토 정류장을 아키야마혼 역으로, 야기 정류장을 주야기 역으로, 오타가와 교 정류장을 우바야기 역으로, 나카지마 정류장을 아키나카지마 역으로, 히로하마 가베 역을 가베역으로 개칭.
  - 10월 13일 - 가베~아키이무로간(11.1 km)이 여객 노선으로서 연장 개통(이후의 개통 구간은 비전철화). 아키가메야마 역, 아키이무로 역 개업.
- 1943년 10월 1일 - 신조바시 역, 아키야마혼 역, 기온 역, 야스 역, 시치켄야 역, 주야기 역, 아키나카시마 역 휴업.
- 1946년 8월 15일 - 아키이무로~누노간(2.4 km) 연장 개통. 가베 - 누노간의 화물 영업 개시. 누노 역 개업.
- 1948년 10월 1일 - 가선 전압을 750V로 승압.
- 1953년 11월 1일 - 우바야기 역 이전.
- 1954년 3월 30일 - 누노~가케간(18.5 km) 연장 개통. 쓰보노 - 타노시리간에서 일본국유철도 노선 연장이 2만km에 이른다. 오카우치 역, 야스노 역, 미주치 역, 쓰보노역, 쓰나미 역, 가케 역 개업.
- 1956년 6월 1일 - 휴업 중인 아키나카지마 역을 나카지마 역으로 개칭해 영업 재개.
  - 11월 19일 - 가와도 임시승강장, 이마이다 임시승강장, 도모키 임시승강장, 다노시리 임시승강장 개업.
  - 12월 20일 - 가와도 임시승강장을 가와도 역으로, 이마이다 임시승강장을 이마이다 역으로, 도모키 임시승강장을 모키 역으로, 다노시리 임시승강장을 쓰쓰가 역으로 격상.
- 1962년 4월 23일 - 가선 전압을 1500V로 승압.
  - 10월 1일 - 요코가와~아키 나가쓰카간 선로 개보수에 수반해 거리 증가(+0.3 km). 오타가와 방수로 건설로 요코가와역 가베 선 승강장, 미타키 역 이전.
- 1966년 2월 1일 - 고소 역 개업.
- 1968년 9월 4일 - 가베~가케간(32.0 km)이 「적자 83선」으로 거론되어 폐지 권고를 받는다.
- 1969년 7월 1일 - 쓰쓰가 역을 다노시리 역으로 개칭.
  - 7월 27일 - 가케~산단쿄간(14.2 km) 연장 개통. 가케 - 도고치간 화물 영업 개시. 기사카 역, 도노가 역, 가미토노 역, 쓰쓰가 역, 도이 역, 도코치 역, 산단쿄 역 개업.
- 1974년 산단쿄 - 하마다간의 건설 공사에 착수.
- 1978년 10월 1일 - 가베~도고치간 화물 영업 폐지.
- 1980년 국철재건법에 의해 이마후쿠 선 공사 중지.
- 1984년 1월 1일 - 요코가와~가베간 화물 영업 폐지에 의해 전선의 화물 영업 폐지.
- 1987년 4월 1일 - 국철 분할 민영화에 의해 서일본 여객철도가 승계.
- 1991년 3월 16일 - 가베 이남 운행의 모든 열차가 히로시마까지 운행.
  - 4월 1일 - 가베 철도부 설치. 가베 - 산단쿄간에서 1인 승무 개시.
- 1994년 8월 20일 - 오마치역 개업(아스트램 라인과 접속).
- 2003년 12월 1일 - 가베~산단쿄간(46.2 km) 폐지. 가와도 역 - 산단쿄 역간의 21역 폐지.
- 2006년 7월 1일 - 가베 철도부 폐지에 의해 JR서일본 히로시마 지사의 직할 노선이 된다.
- 2007년 7월 1일 - 이른 아침에 1개를 증발해 시발을 앞당김.
- 2008년 3월 15일 - 시치켄쟈야 역이 승강장 연장에 수반해 요코가와 방향으로 0.1 km 이전.

## 영업 구간
- 전노선이 히로시마시안에 소재.

| 역명           | 일본어 역명  | 역간 영업 거리 | 요코가와 기점의 영업 거리 | 접속 노선                                                                        | 소재지                   |
| -------------- | ------------ | -------------- | ------------------------- | -------------------------------------------------------------------------------- | ------------------------ |
| 히로시마       | 広島駅       | -              | 3.0                       | 서일본 여객철도：산요 신칸센·산요 본선·구레선·게이비 선 히로시마 전철：본선 (M1) | 히로시마시 미나미 구     |
| 신하쿠시마     | 新白島駅     | 1.8            | 1.2                       |                                                                                  | 히로시마 시 나카 구      |
| 요코가와       | 横川駅       | 1.2            | 0.0                       |                                                                                  | 히로시마 시 니시구       |
| 미타키         | 三滝駅       | 1.1            | 1.1                       |                                                                                  | 히로시마 시 니시구       |
| 아키나가쓰카   | 安芸長束駅   | 1.5            | 2.6                       |                                                                                  | 히로시마 시 아사미나미구 |
| 시모기온       | 下祗園駅     | 1.3            | 3.9                       |                                                                                  | 히로시마 시 아사미나미구 |
| 후루이치바시   | 古市橋駅     | 1.4            | 5.3                       |                                                                                  | 히로시마 시 아사미나미구 |
| 오마치         | 大町駅       | 1.2            | 6.5                       |                                                                                  | 히로시마 시 아사미나미구 |
| 미도리이       | 緑井駅       | 0.8            | 7.3                       |                                                                                  | 히로시마 시 아사미나미구 |
| 시치켄자야     | 七軒茶屋駅   | 0.7            | 8.1                       |                                                                                  | 히로시마 시 아사미나미구 |
| 바이린         | 梅林駅       | 1.5            | 9.6                       |                                                                                  | 히로시마 시 아사미나미구 |
| 가미야기       | 上八木駅     | 1.6            | 11.2                      |                                                                                  | 히로시마 시 아사미나미구 |
| 나카시마       | 中島駅       | 1.4            | 12.6                      |                                                                                  | 히로시마 시 아사키타 구  |
| 가베           | 可部駅       | 1.4            | 14.0                      |                                                                                  | 히로시마 시 아사키타 구  |
| 고도호마치가와 | 河戸帆待川駅 | 0.8            | 14.8                      |                                                                                  | 히로시마 시 아사키타 구  |
| 아키카메야마   | あき亀山駅   | 0.8            | 15.6                      |                                                                                  | 히로시마 시 아사키타 구  |

※：히로시마역 - 요코가와역간은 산요 본선

### 이 구간의 폐역
괄호안은 요코가와역 기점의 영업 거리.
- 1943년 폐지
  - 신조바시 역…미타키 - 아키나가쓰카간(1.8 km)
  - 아키야마혼 역…아키나가쓰카 - 시모기온간(3.3 km)
  - 기온 역…시모기온 - 후루이치 교간(4.4 km)
  - 야스 역…오마치역 부근(6.7 km)
  - 시치켄가케 역…시치켄쟈야 - 우메바야시간(8.9 km)
  - 주야기 역…우메바야시 - 우바야기간(10.9 km)
- 1943년 이전의 폐지
  - 마쓰바라 정류장…미타키역 부근·1928년 폐지
  - 후루이치 정류장…후루이치 교 - 미도리이 간·1929년 폐지
  - 오타가와 교 히가시쓰메 정류장…우바야기 - 나카지마간·1933년 폐지

## 가베~산단쿄간의 폐지

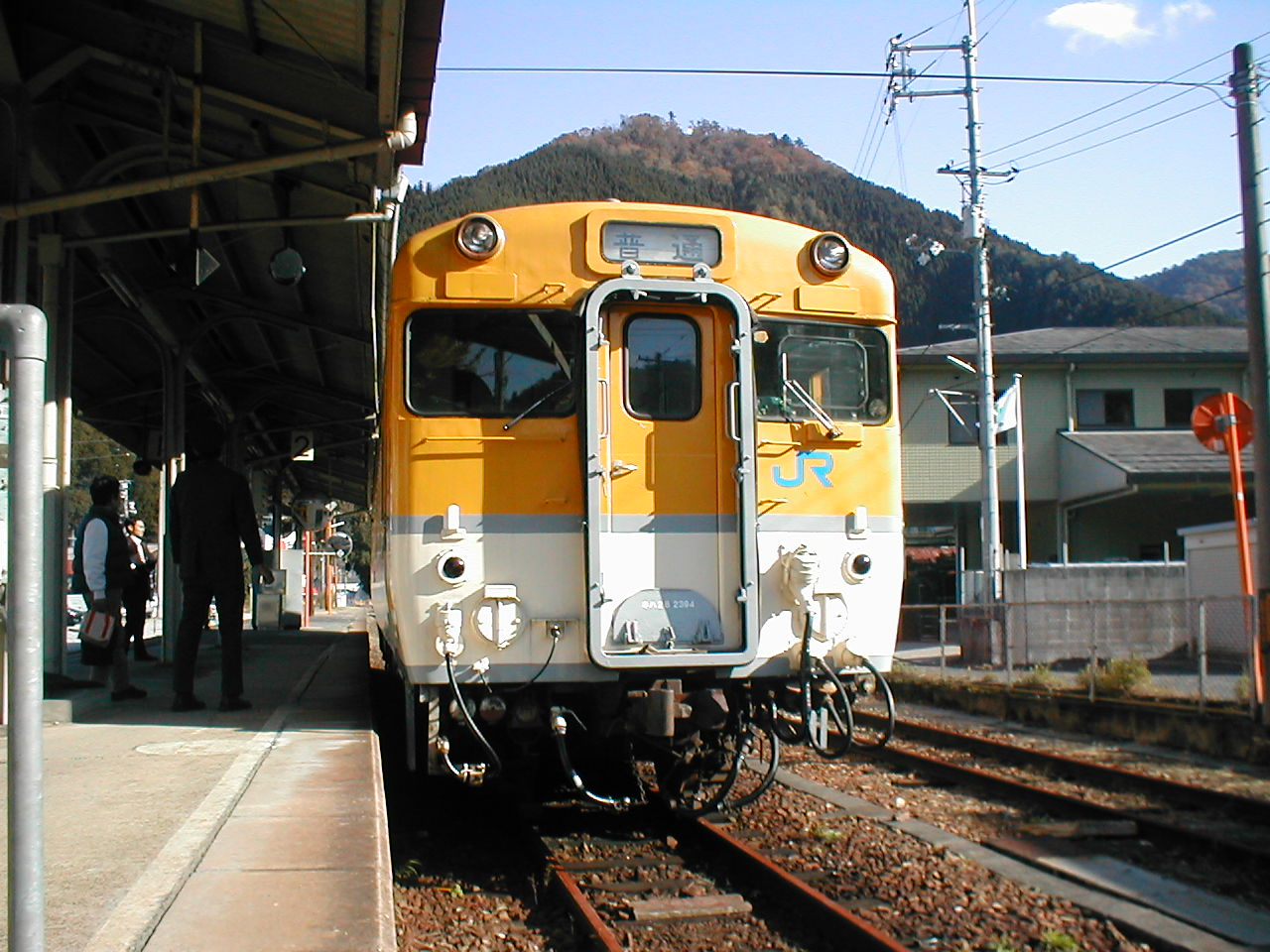
가베역에 유치되어 있는 기동차

가베역 - 산단쿄 역간(46.2 km)은 2003년 11월 30일에 폐지되었다. JR서일본은 이용자의 감소가 계속되는 가베역 - 산단쿄 역 구간의 폐지 방침을 내세우고 있었지만, 현지는 편리성이 높아지면 이용자는 증가한다고 주장했다. JR서일본은 이것에 응해 2000년의 104일간과 2001년의 1년간 열차의 시험 증발을 실시했지만, 승객이 증가한 것은 토요일·일요일에 운행된 히로시마역으로부터의 임시 쾌속 「산단쿄 관광호」만으로, 현지의 이용, 특히 JR서일본이 중시하고 있던 정기 이용객은 거의 증가하지 않았다. 그 결과 JR서일본이 설정한 존속의 조건·수송 밀도 800명에게는 달하지 않아 폐지가 결정되었다. 그 후, 현지 자치체를 중심으로 하는 제 3섹터로의 이행도 검토되었지만, 단념되었다. 그 때의 존속 활동의 하나로서 쓰나미 역의 역명과 당시의 히트곡을 건 존속 운동도 행해졌다. 폐지 후는 히로시마 전철(가배 - 산단쿄간, 국도 191호 경유), 히로시마 교통(가배 - 아키이무로간, 히로시마 현도 267호 우즈 가베 선 경유)에 의한 대체 버스로 전환되었다. 폐지 후에도 구 JR가베 선 폐지 구간을 철도로서 재생하려는 움직임이 있어, 2004년 4월에 오타가와 철도 주식회사(동년 12월에 유한회사로 개편)가 설립되어 모금을 기본으로 관광 철도로서의 운행 재개를 목표로 하고 있었지만, 모인 모금은 불과 700만 엔으로, 동규모의 제 3섹터와 비교하면 공사비는커녕 개업시의 운용자금에조차 한참 뒤떨어져 있는 금액이었다. 그리고 가베 선의 선로, 침목의 철거나 역사 해체등의 이유로 사실상 철도의 부활이 불가능이 된 것을 알고 2005년 5월 25일에 오타가와 유한 철도 재생 협회 회장의 명의로 지원금의 반환을 결정하는 문면을 게재, 오타가와 철도의 사이트는 폐쇄되어 가베 선재생 계획은 사실상 소멸했다. 한편, 가베역 - 가와도역간에서는 폐지 전부터 현지 주민등이 전철화를 요구하고 있어 노선 폐지 후에도 전철화 노선으로서 부활 개업을 요구하는 운동이 활발하게 행해지고 있다. 히로시마시는 JR서일본과의 선로 부지 무상 양도 협정에 대해 「시로부터 전철화 연장의 협의 요청이 있으면 응한다」라고의 약속을 얻어 내고 있지만, 전철화 연장과 재개통을 실시하는 경우에는 걸리는 비용의 전액을 현지가 부담하게 된다. 그렇지만 히로시마시는 재정난을 이유로 자금을 거출할 의사는 없고, 전철화로 혜택을 받는 주민도 자금 모음 등 구체적인 활동을 실시하지 않기 때문에 현재 구체화된 목표는 없다. 가베 선의 히로시마 시내의 폐선 자취의 처치에 대해서는 2006년 3월에 히로시마시가 비전을 공표하고 있다. 이것에 의하면 구 가와도역의 앞, 나가이·아라시타 지구까지는 전철화 재생, 그것보다 더 먼 곳은 도로용지나 자전거도로, 공원 등으로의 정비가 구가해지고 있어 나가이·아라시타 지구보다 더 먼 곳은 정식으로 부활 개업을 단념하고 있다. 또, 나가이·아라시타 지구까지의 구간에 대해서도 스케줄이나 비용 부담등이 구체적인 언명은 일절 없고, 현상의 재확인에 머무르고 있다. 게다가 당면은 폐선자취에 해바라기를 심을 계획이며, 시로서 부활 관련의 사업은 당면 아무것도 실시하지 않는 것을 사실상 분명히 하고 있다. 가와도 역#가베역-가와도 역간 전철화 계획을 참조.

### 노선 정보
- 관할（사업 종별)：서일본 여객철도（제 1종 철도 사업자）
- 노선 거리（영업 거리)：46.2 km
- 궤간：1067mm(협궤)
- 역 수：21역（가베역 제외)
- 복선 구간·전철화 구간：없음（전선 단선·전선 비전철화）
- 폐색 방식
  - 가베 - 가케：특수 자동 폐색식
  - 가케 - 산단쿄：스타후 폐색식（1992년 3월까지는 단선 자동 폐색식）

### 운행 형태
가베역 - 가케 역은 1일 8왕복(2시간에 1편성 정도)이었지만, 산단쿄 역까지는 5왕복으로 4시간 정도 운행되지 않는 시간대가 있었다.

### 폐지 구간의 역 목록
| 역명           | 역간 영업 거리 | 요코가와 기점의 영업 거리 | 접속 노선                             | 소재지                |
| -------------- | -------------- | ------------------------- | ------------------------------------- | --------------------- |
| 가베역         | -              | 14.0                      | 서일본 여객철도：가베 선（현재 구간） | 히로시마시 아사키타구 |
| 가와도역       | 1.3            | 15.3                      |                                       | 히로시마시 아사키타구 |
| 이마이다역     | 2.4            | 17.7                      |                                       | 히로시마시 아사키타구 |
| 아키카메야마역 | 2.9            | 20.6                      |                                       | 히로시마시 아사키타구 |
| 게키역         | 2.8            | 23.4                      |                                       | 히로시마시 아사키타구 |
| 아키이무로역   | 1.7            | 25.1                      |                                       | 히로시마시 아사키타구 |
| 누노역         | 2.4            | 27.5                      |                                       | 히로시마시 아사키타구 |
| 오카우치역     | 2.1            | 29.6                      |                                       | 히로시마시 아사키타구 |
| 야스노역       | 2.5            | 32.1                      |                                       | 야마가타군 가케정     |
| 미주치역       | 4.1            | 36.2                      |                                       | 사에키군 유키정       |
| 쓰보노역       | 1.4            | 37.6                      |                                       | 야마가타군 가케정     |
| 다노시리역     | 3.0            | 40.6                      |                                       | 야마가타군 쓰쓰가촌   |
| 쓰나미역       | 1.9            | 42.5                      |                                       | 야마가타군 가케정     |
| 고소역         | 1.9            | 44.4                      |                                       | 야마가타군 가케정     |
| 가케역         | 1.6            | 46.0                      |                                       | 야마가타군 가케정     |
| 기사카역       | 1.9            | 47.9                      |                                       | 야마가타군 가케정     |
| 도노가역       | 2.1            | 50.0                      |                                       | 야마가타군 가케정     |
| 가미토노역     | 2.0            | 52.0                      |                                       | 야마가타군 도코치정   |
| 쓰쓰가역       | 2.1            | 54.1                      |                                       | 야마가타군 쓰쓰가촌   |
| 도이역 土居駅  | 2.1            | 56.2                      |                                       | 야마가타군 도코치정   |
| 도코치역       | 1.1            | 57.3                      |                                       | 야마가타군 도코치정   |
| 산단쿄역       | 2.9            | 60.2                      |                                       | 야마가타군 도코치정   |

### 선로 자취의 상황
선로 자취에 대해서는 JR서일본으로부터 당시의 히로시마시·유키 정·가케 정·쓰쓰가 촌·도코치 정(현재 유키 정은 히로시마 시에 편입, 가케 정·쓰쓰가 촌·도코치 정은 합병해 아키오타 정)의 각 연선 자치체에 무상으로 양도되었다. 가베역 - 가와도역간(1.3 km)은 히로시마시와 JR의 협정의 관계로 거의 그대로 남겨(건널목 부분은 아스팔트로 덮여 있다), 거기에서 앞의 가와도역 - 산단쿄 역간(44.9 km)은 폐지로부터 1년 이상 건널목 부분만 철거되어 노반 등 설비는 거의 원상인 채 남아 있었다. 그러나, 2005년에 아키오타 정내는 선로·침목이 일부를 제외하고 거의 전선으로 철거되어 역도 일부 철거나 노반에서 도로로의 전용이 시작되어 있다. 히로시마 시내의 구간에 대해서는 전술의 전철화의 가능성을 남기는 구간을 제외하고 2007년도 중에 선로·침목이 철거되었다. 산단쿄 역 철거지는 교류 시설로 되어 있다. 가케 역 철거지에는 체험 교류관 「가케하시」가 정비되었다.

## 이마후쿠 선 예정 구간
- 철도의 새 선로：산단쿄 역 - 하시야마 역 - 게이호쿠 역 - 하자 역 - 도쿠다 역 - 아사히마치 역 - 이와미 이마부쿠 역 - 하마다역
- 구선： 산단쿄 역 - 하시야마 역 - 게이호쿠 역 - 하자 역 - 도쿠다 역 - 아사히마치 역 - 이와미 이마부쿠 역 - 시모사노 역 - 아리후쿠 역 - 가미노후 역 - 시모노후 역

산단쿄 역에서 앞의 구간은 1974년에 전선으로 공사에 착수했다. 산단쿄 역의 앞에서는 전체 길이가 10 km 가까운 산단쿄 터널이 계획되고 있어 시굴갱의 굴착에 착수되고 있었다. 그러나 국철재건법에 근거해 1980년에 철도의 새 선로 건설이 동결되었기 때문에 공사는 중지되었다. 이 때에 건설된 시굴갱은 현재 주고쿠 양조의 소주 등의 보관 시설로서 이용되고 있다. 또, 구선 구간의 시모코우 - 이와미 이마후쿠간은 대부분의 터널과 교량이 완성되어, 공사 중지 후도 일부의 터널이 도로로서 사용되고 있었지만 노후화 등에 의해 폐쇄되었다. 그러나, 도로에 전용되지 않았던 터널이 1개만 폐쇄되지 않고 남아 있어 견학할 수 있다. 덧붙여 그 터널의 앞은 막다른 곳으로 되어 있다.